# Alfred Wild
Alfred Wild (* 14. Juni 1899 in Montreux, Kanton Waadt; † 7. April 1976 in Aigle VD) war ein französischsprachiger Schweizer Schriftsteller.

## Leben
Alfred Wild studierte Klassische Philologie an der Universität Lausanne, wo er 1921 mit dem Lizenziat abschloss. Bis 1961 unterrichtete er Latein und Griechisch am Progymnasium in Aigle. 1962 wurde er Ehrenbürger von Aigle.

## Auszeichnungen
- 1971: Gesamtwerkspreis der Schweizerischen Schillerstiftung

## Werke
- Sentences mineures, Genf 1943
- Portes du soir (Roman), Genf 1947
- Traité du mystère, Genf 1956
- Mémorial, Lausanne 1960
- Scènes, 1968
- Intentions, 1930–1968 (Anthologie), Lausanne 1976